# Żochowo (powiat sierpecki)
Żochowo – wieś w Polsce położona w województwie mazowieckim, w powiecie sierpeckim, w gminie Sierpc. Ma status sołectwa.
W latach 1975–1998 miejscowość należała administracyjnie do województwa płockiego.